# Warthausen
Warthausen est une commune de Bade-Wurtemberg (Allemagne), située dans l'arrondissement de Biberach, dans la région Donau-Iller, dans le district de Tübingen.

## Personnalités liées à la ville
- Karl Arnold (1901-1958), homme politique né à Herrlishöfen.
- Rüdiger Vogler (1942-), acteur né à Warthausen.